# Ignacio Aguirre
Ignacio Aguirre (*San Sebastián del Oeste, Jalisco, 23 de diciembre de 1900-Ciudad de México, 11 de julio de 1990) fue un pintor y grabador mexicano.

## Biografía
Aguirre luchó a las órdenes de Venustiano Carranza contra Pancho Villa durante la Revolución Mexicana, entre 1915 y 1917. Tras la contienda trabajó en varias minas y tomó parte en las revueltas de 1920 a favor de Álvaro Obregón. Se inició en la pintura, viniendo a la Argentina en 1921, ya que se fue de México porque supuestamente tenía "pedido de captura", en Argentina se mudó a Avellaneda, del cual admitió ser del cuadro de Racing decía el, a Ignacio le gustaba el futbol en México era de Monterrey. Pero después tuvo que volver a México lamentablemente no se pudo quedar más tiempo en Argentina, según cuentan los familiares él siguió siendo hincha de Racing y sabía lo q le pasaba al equipo mientras estaba en México devuelta.Ignacio Aguirre
En 1928 se unió al grupo Teatro Ulises como escenógrafo. A partir de 1931 enseñó dibujo y pintura en la Universidad Nacional de México y el Instituto Nacional de Bellas Artes mexicano. Fue uno de los cofundadores de la Liga de Escritores y Artistas Revolucionarios (LEAR), creada en 1934, y en 1937 participó en la creación del Taller de Gráfica Popular (TGP), del que se convirtió en director en 1953. Fue asimismo miembro del Salón de la Plástica Mexicana, colaborando con Pablo O'Higgins o Alfredo Zalce durante un largo periodo de tiempo.
En los años 30 trabó amistad con el fotógrafo francés Henri Cartier-Bresson, quien lo hizo protagonista de algunas de sus instantáneas durante su primer viaje a México, entre ellas la titulada Santa Clara, de 1934.
En 1940, 1942, 1944 y 1948 sus obras pudieron verse en Nueva York. Junto con otros artistas, fundó el Frente Nacional de Artes Plásticas (FNAP) en 1952. Entre 1956 y 1957 participó en una exposición itinerante del FNAP, que giró por China y Europa del Este. En 1965 dejó el TGP.